# Janvier 1931

## Événements
- Premier vol du Boulton Paul P.32.

- 2 janvier : Boeing livre à la marine américaine les premiers chasseurs FB4 qui équiperont le porte-avions « Lexington ».

- 4 janvier : un équipage américaine reste 123 heures en vol grâce à des ravitaillements en vol.

- 6 janvier : le maréchal italien Italo Balbo traverse l'Atlantique Sud avec une escadrille de 16 hydravions.

- 12 janvier : départ de trois appareils de la Royal Air Force qui relient Le Caire et Le Cap, et retour.

- 27 janvier, France : Pierre Laval président du Conseil, sans la participation des radicaux  (fin en janvier 1932).

## Naissances
- 1er janvier : Furio Colombo, journaliste italien († 14 janvier 2025).
- 2 janvier : Toshiki Kaifu, personnalité politique japonaise († 9 janvier 2022).
- 4 janvier : Cleopa Msuya, homme politique tanzanien  († 7 mai 2025).
- 5 janvier :
  - Alvin Ailey, danseur et chorégraphe américain († 1er décembre 1989).
  - Alfred Brendel, pianiste autrichien.
  - Gérard Defois, évêque catholique français, archevêque émérite de Lille.
- 6 janvier : Dickie Moore, joueur de hockey.
- 11 janvier : Andrea Bruno, architecte italien († 6 juillet 2025).
- 15 janvier : Murad Kajlayev, personnalité politique russe († 23 décembre 2023).
- 16 janvier : Jean-Marc Bel, explorateur et géologue français (° 22 avril 1855).
- 17 janvier : James Earl Jones, acteur américain († 9 septembre 2024).
- 19 janvier : Horace Parlan, pianiste de jazz américain.
- 22 janvier : 
  - Sam Cooke, chanteur américain de rhythm and blues († 11 décembre 1964).
  - Galina Zybina, athlète soviétique spécialiste du lancer de javelot et du poids († 10 août 2024).
- 23 janvier : Armand Desmet, coureur cycliste belge († 17 novembre 2012).
- 24 janvier :
  - Edmond Maire, dirigeant syndicaliste français.
  - Lars Hörmander, mathématicien suédois.
- 26 janvier : Bernard Panafieu, cardinal français, archevêque émérite de Marseille.
- 27 janvier : Mordecai Richler, écrivain.
- 31 janvier : John Crosbie, lieutenant-gouverneur de Terre-Neuve-et-Labrador († 10 janvier 2020).

## Décès
- 3 janvier : le maréchal Joffre, le « vainqueur de la Marne » et académicien (° 12 janvier 1852).
- 11 janvier : Giovanni Boldini, 88 ans, peintre italien (° 31 décembre 1842).
- 15 janvier : Adrien Schulz, peintre et céramiste français (° 12 février 1851).
- 23 janvier : Anna Pavlova, danseuse étoile russe (° 12 février 1881).